# کائو لان
کائو لان (انگلیسی: Cao Lãnh) شهری در کشور ویتنام است که در استان دونگ تاپ واقع شده است.
این شهر در سال ۲۰۰۷ میلادی ۱۴۹٬۸۳۷ نفر جمعیت داشته است.